# Reichsgesetzblatt

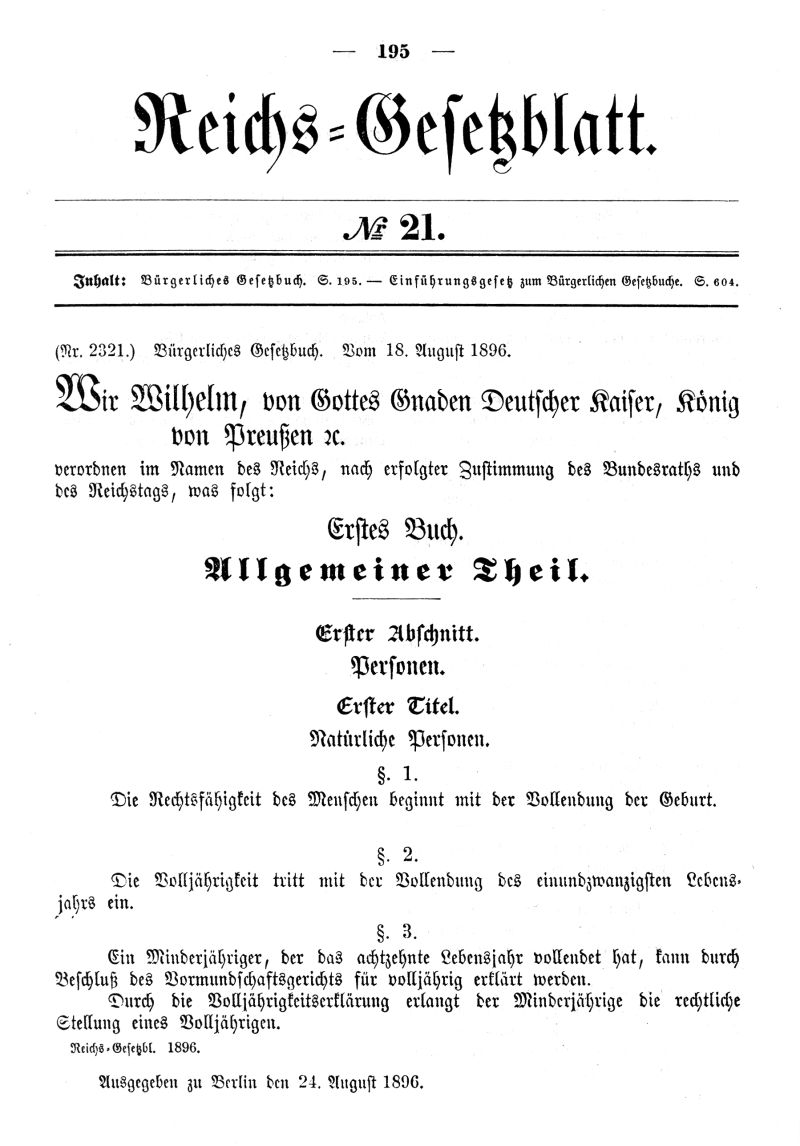
Portada del Reichsgesetzblatt en la edición que publica el Código Civil, en 1896.

El Reichsgesetzblatt (RGBl.) fue el boletín legislativo del Reich alemán; fue publicado en Berlín, de 1871 a 1922, por el Ministerio de Justicia del Reich y, de 1922 a 1945, por el Ministerio del Interior del Reich. Era el sucesor del Bundesgesetzblatt Norddeutschen Bundes, publicado desde el 2 de agosto de 1867 hasta el 20 de enero de 1871 por la Confederación Alemana del Norte.
A partir de 1922, se dividió en dos publicaciones. La Parte II contenía tratados y acuerdos internacionales, leyes presupuestarias y textos relativos al transporte ferroviario o marítimo, el Reichsbank y los asuntos internos del Reichstag. Los otros textos se publicaron en la Parte I. La paginación fue continua durante todo un año dentro de cada parte.
Cesó la publicación después de la última edición de la Parte I el 11 de abril de 1945. La Bundesgesetzblatt de la República Federal de Alemania lo sucedió en 1949.